# Phragmatobia forsteri
Phragmatobia forsteri là một loài bướm đêm thuộc phân họ Arctiinae, họ Erebidae.